# Frappe
Pour les articles homonymes, voir frappe.
Pour la frappe au sens de l'orientation des faces d'une pièce, voir Axe (numismatique).
La frappe désigne l'action de frapper, au moyen d'une presse, un flan entre deux coins pour obtenir une monnaie.
Les technologies de frappe ont beaucoup évolué afin de s'adapter aux besoins croissants de la circulation monétaire et aux exigences de qualité :

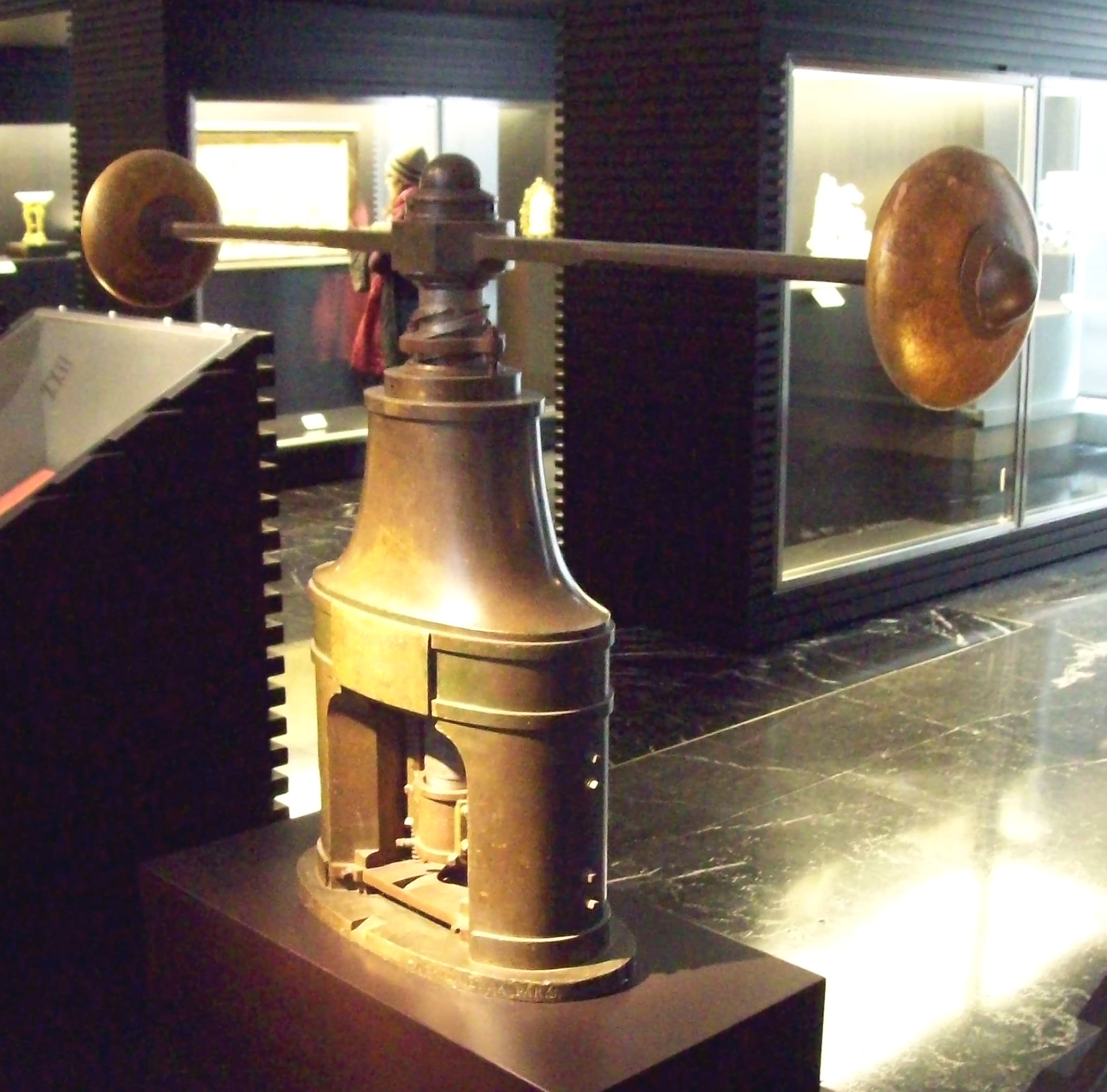
Balancier français de 1831

- La frappe au marteau : le monnayeur frappait au marteau sur un coin mobile qui imprimait sa marque sur le flan, initialement posé sur un coin fixe. Le contour irrégulier des monnaies était le produit du découpage manuel au ciseau des flans sur la plaque de métal.
- La frappe au balancier, expérimentée sous Henri II, a été généralisée par Jean Warin, en 1640, pour la production courante des monnaies. La presse était commandée par un bras lesté de deux poids aux deux extrémités commandé horizontalement à la main. Le mouvement de la presse vers le bas était conduit par une glissière à vis, avec un angle constant.
- La frappe au levier : après l'invention d'une presse mue par la vapeur selon le procédé inventé par Watt vers 1790, la presse monétaire de Uhlhorn, inventée en 1817 substituait à la pression de la vis du balancier celle exercée par un levier. La presse de Thonnelier, installée à Paris en 1833, était mue par la vapeur et s'inspirait du procédé du levier. Les presses modernes, comme celle installée à Pessac, sont informatisées et automatisées.

La progression des rendements de frappe à la minute est considérable d'une technologie à l'autre :
| Technologies                 | Rendements (pièces par minute) |
| ---------------------------- | ------------------------------ |
| Frappe au marteau            | une douzaine                   |
| Frappe au balancier          | 30                             |
| Frappe des presses de Watt   | 50                             |
| Frappe des presses à levier  | 100                            |
| Frappe des presses de Pessac | 800                            |